# 포르투갈어 문법
포르투갈어 문법은 포르투갈어를 구사하는데 사용되는 문법이다.

## 개요
포르투갈어는 포르투갈어를 공용어로 지정한 국가를 포함하여 포르투갈어를 주로 사용하는 지역인 루소포니아에서 광범위하게 쓰이고 있다. 이렇게 폭넓게 구사되기 때문에 포르투갈어 사용 지역마다 쓰이는 철자를 획일화하고 다듬기 위한 포르투갈어 철자법 개정이 포르투갈을 시작으로 1990년까지 논의된 적 있었으며, 현재는 브라질에서 쓰이는 브라질 포르투갈어와 브라질을 제외한 포르투갈 및 다른 포르투갈어 사용국에서 쓰이는 유럽 포르투갈어의 두 갈래로 나뉘어 철자 및 단어 사용 면에서 다른 양상을 보이고 있다.

## 관사
포르투갈어의 관사는 부정관사와 정관사 두 가지 종류로 나뉘며, 명사의 성과 수에 따라 부정관사와 정관사 모두 변화하는 특징을 보이고 있다.
| 명사의 성 및 수 | 부정관사 | 부정관사 | 정관사 | 정관사 |
| 명사의 성 및 수 | 단수     | 복수     | 단수   | 복수   |
| --------------- | -------- | -------- | ------ | ------ |
| 남성            | um       | uns      | o      | os     |
| 여성            | uma      | umas     | a      | as     |

포르투갈어의 관사는 일반적인 관사의 개념과 비슷하나 다른 특징도 가지고 있다. 
- 사람 이름은 관사를 가질 수 있으며, 그 사람의 성별에 따라 정관사를 갖게 된다.

예) O José 조제 A Camila 카밀라
- 또한 소유격을 나타내는 대명사가 있을 때도 정관사를 함께 쓸 수 있다.

예) O meu celular 나의 휴대전화 A minha casa 나의 집
- 나라 이름, 브라질의 주 이름과 같은 고유명사에도 관용적으로 관사가 있는 경우가 있다.

예) O Rio de Janeiro 리우데자네이루 A Bahia 바이아 O Brasil 브라질 A França 프랑스

## 명사
포르투갈어의 명사는 성과 수를 가지고 있으며, 성과 수에 따라 명사의 관사 및 명사를 수식하는 형용사가 같이 변화하는 특징을 보인다. 또한 지소사 및 지대사의 개념을 가지고 있는데, 명사 뒤에 지소사가 붙으면 해당 명사의 의미, 크기가 축소되거나, 일정 단위의 작은 양을 나타낸다. 사람 이름과 같은 고유명사에도 지소사를 붙일 수 있는데, 이런 경우 이름을 귀엽게 부르거나 별명으로 부르기 위해 사용된다. 반대로 지대사는 명사의 의미 및 크기를 확대시키는 역할을 한다. 경우에 따라서는 원래 명사의 뜻과 지소사가 붙은 명사가 지칭하는 것이 완전히 달라지는 경우도 있다. 

### 명사의 복수 형태
기본적으로 모음으로 끝나는 명사는 -s를, 자음 n, r, z로 끝나는 명사는 -es를 붙여 복수 형태가 된다. l로 끝나는 명사는 -l이 -is로, m으로 끝나는 명사는 -m이 -ns로 변화한다. s로 끝나는 명사는 마지막 모음에 강세가 있다면 -es를 첨가하며, 그렇지 않으면 단수형과 형태가 같다. -ão의 경우 -ões로 변화하는 것이 기본적이며, 경우에 따라 -s만 첨가하거나 -ães로 변화하기도 한다.
|                               | 단수      | 복수        |
| ----------------------------- | --------- | ----------- |
| 기본적인 복수 변화 -(e)s 첨가 | casa      | casas       |
| 기본적인 복수 변화 -(e)s 첨가 | calor     | calores     |
| l로 끝나는 명사               | pessoal   | pessoais    |
| m으로 끝나는 명사             | viagem    | viagens     |
| s로 끝나는 명사               | português | portugueses |
| s로 끝나는 명사               | lápis     | lápis       |
| -ão으로 끝나는 명사           | padrão    | padrões     |
| -ão으로 끝나는 명사           | mão       | mãos        |
| -ão으로 끝나는 명사           | pão       | pães        |

### 명사의 문법적 성 결정
기본적으로 -o로 끝나는 경우 남성 명사, -a로 끝나는 경우 여성 명사이다. 또한 영어의 -ty, -sion/-tion과 대응되는 -dade, -são/-ção는 모두 여성 명사이다. 그 외의 철자로 끝나는 경우에는 기본적으로 불규칙이지만, 특정 철자에 따라 경향성을 보인다. 또한 고유명사가 속해있는 분류에 따라 명사의 문법적 성이 결정되는 경우가 있는데, 이는 그 분류를 지칭하는 단어의 문법적 성에 의거한다. 한 예시로, 강 이름과 컴퓨터 프로그램이 남성 명사인 것은, 강이 포르투갈어로 Rio이고 컴퓨터 프로그램은 Programa이기 때문에 그것으로 분류되는 고유명사도 같은 성을 따르는 것이다. 다음의 예시를 통해 알 수 있다.
- 남성 명사인 경우: 강 이름, 컴퓨터 프로그램 등
- 여성 명사인 경우: 회사 이름, 거리, TV 네트워크 및 채널 등
- 경우에 따라 둘 다 가능한 경우: 가수 그룹 (이 경우 복수 정관사가 동반한다.) 등

### 지소사 및 지대사
기본적인 방식은 명사의 성에 따라 남성 명사인 경우 -inho를, 여성 명사인 경우 -inha를 붙여 지소사를 만든다. 이때 본 명사의 강세는 지소사의 모음 i로 옮겨지므로 강세 표기가 사라지게 된다. 명사의 마지막 자음이 /c/ 음가를 가진 c인 경우 c가 qu로 변화하며, /g/ 음가를 가진 g의 경우 g가 gu로 변화하고 그 뒤에 지소사를 첨가한다. 
예) quarto/quartinho 방 barulho/barulhinho 소음 
예) morango/moranguinho 딸기 pouco/pouquinho 조금
그 외의 명사는 다음과 같은 경우에 따라 지소사 -zinho가 쓰인다.
- 비음화된 모음으로 끝나는 경우

예) som/sonzinho 소리 coração/coraçãozinho 마음 amanhã/amanhãzinha 내일
- 이중모음으로 끝나는 경우

예) raio/raiozinho 벼락
- 맨 끝 모음이 강세인 경우

예) chá/chazinho 차 café/cafezinho 커피
- 끝 자음이 r이나 l로 끝나는 경우

예) sabor/soborzinho 맛 mel/melzinho 꿀 
- 뒤에서 세번째 모음에 강세가 있는 경우

예) árvore/arvorezinha 나무 lâmpada/lampadazinha 전구 protótipo/prototipozinho 견본

이 외에도 다음과 같은 지소사들이 존재한다.
| -ito(a), e.g. copo/copito 유리 -ico(a), e.g. burro/burrico 당나귀 -(z)ete, e.g. palácio/palacete 궁전 | -ote, e.g. saia/saiote 스커트 -oto, e.g. lebre/lebroto 암토끼 -ejo, e.g. lugar/lugarejo 장소 | -acho, e.g. rio/riacho 강 -ola, e.g. aldeia/aldeola 마을 -el, e.g. corda/cordel 줄 |

지대사의 경우 남성 명사의 경우 -ão를, 여성 명사의 경우 -ona를 붙이는 게 일반적이다. 그 외 -aço, -eirão와 같은 지대사도 있으나 흔하게 쓰이지 않는다.

## 동사
포르투갈어의 동사는 주어의 인칭과 수, 시제 등에 따라 변형한다. 또한 독일어, 스페인어 등에서 나타나는 재귀동사 개념이 존재한다. 
다른 로망스어군 언어와 마찬가지로 6가지의 인칭과 수에 따른 변화가 있다. 브라질 포르투갈어의 경우 2인칭 단수 및 2인칭 복수에 따른 동사 변형을 과거 20세기까지 사용해왔으나 현재는 거의 쓰이지 않으며, 2인칭 단수 tu와 2인칭 복수 vós는 각각 3인칭 단수 você와 3인칭 복수 vocês에 대응되고 해당 인칭과 수에 맞는 동사 변형을 한다.
동사의 시제 및 변형의 종류는 크게 7가지로 나눌 수 있는데, 부정사, 현재 분사, 과거 분사, 직설법, 조건법, 가정법, 명령형과 같이 나뉜다.

### 재귀동사
재귀동사는 주어와 동일한 대상을 목적어로 취하는 지에 따라 뜻이 달라지는 동사이다. 예로 들면, 포르투갈어에서 "~에게 입혀주다"라는 뜻을 가지는 동사는 vestir이다. 이 동사를 가지고 "나는 옷을 입었다"라 표현하기 위해서는 Vesti-me라고 쓸 수 있는데, 이 때 me (나를)가 주어와 같은 대상이며, 직역하면 "내가 나를 옷을 입혀준다"와 같은 뜻이 된다. 이는 결국 내가 옷을 입었다는 뜻과 동치된다. 따라서 일반적으로 재귀 동사는 주어와 목적어가 같은 대상일 경우 주어가 스스로 행위를 하는 뜻으로 변화하는 것임을 알 수 있다.
재귀동사와 함께 동반될 수 있는 대명사는 기본적으로 목적격 대명사와 같다. 재귀동사가 목적격 대명사와 같이 쓰이는 경우, (인칭대명사) (동사) 혹은 (동사)-(인칭대명사)와 같은 형식으로 쓸 수 있다. (예: me vestir 혹은 vestir-me)
| 인칭과 수     | 1인칭 단수 | 2인칭 단수 | 3인칭 단수 | 3인칭 단수 | 3인칭 단수 | 1인칭 복수 | 2인칭 복수 | 3인칭 복수 | 3인칭 복수 | 3인칭 복수 |
| ------------- | ---------- | ---------- | ---------- | ---------- | ---------- | ---------- | ---------- | ---------- | ---------- | ---------- |
| 주격 대명사   | eu         | tu         | ele        | ela        | você       | nós        | vós        | eles       | elas       | vocês      |
| 목적격 대명사 | me         | te         | o          | a          | lhe        | nos        | vos        | os (los)   | as (las)   | lhes       |
| 목적격 대명사 | me         | te         | se         | se         | se         | nos        | vos        | se         | se         | se         |

일부 대명사는 재귀동사의 끝 글자에 따라 변화를 갖는다.
- 재귀동사의 끝 글자가 -r, -s, -z로 끝나는 경우, 끝 글자를 지우고 맨 마지막 모음에 강세가 있을 경우 강세를 표기한다. 대명사 o, os, a, as는 -lo, -la, -los, -las로 변화한다.
- 재귀동사의 끝 글자가 -ão, -õe(m), -am, -em으로 끝나는 경우, 대명사 o, os, a, as는 -no, -na, -nos, -nas로 변화한다.

### 부정사
포르투갈어의 부정사는 비인칭 부정사와 인칭 부정사로 나뉜다. 부정사가 쓰일 수 있는 자리에는 비인칭/인칭 부정사 모두 쓰일 수 있다. 비인칭 부정사는 동사의 행위자를 암시하지 않고 일반적인 상황에서의 동작을 표현할 때 쓰이며, 동사의 기본형과 같은 형태를 띤다. 반대로 인칭 부정사의 경우 동사 변화를 이용해 동사의 행위자를 인칭과 수의 변화로 암시한다. 이는 부정사가 들어가는 자리와 관련되어 있는데, 부정사가 들어가는 자리는 완전한 문장이 쓰일 수 없어 주어 성분이 없기 때문이다. 동사 comprar를 통한 구체적인 변화를 보면 다음과 같다.
| 부정사 변화 | 단수       | 단수       | 단수                 | 복수       | 복수       | 복수                   |
| 부정사 변화 | 1인칭 (eu) | 2인칭 (tu) | 3인칭 (ele/ela/você) | 1인칭(nós) | 2인칭(vós) | 3인칭(eles/elas/vocês) |
| ----------- | ---------- | ---------- | -------------------- | ---------- | ---------- | ---------------------- |
| 비인칭      | comprar    | comprar    | comprar              | comprar    | comprar    | comprar                |
| 인칭        | comprar    | comprares  | comprar              | comprarmos | comprardes | comprarem              |

### 현재 분사 및 과거 분사
현재 분사는 영어와 같이 불규칙 변화가 없으며, 모두 동사 원형에서 r을 빼고 -ndo를 붙여 현재 분사를 만든다. estar 동사와 함께 쓰여 현재 진행 시제를 만들거나 ir 동사와 함께 쓰여 점진적인 변화를 강조하는 문장을 만들 수 있다.
|           | -ar 형    | -er 형     | -ir 형      |
| --------- | --------- | ---------- | ----------- |
| 동사 원형 | estudar   | entender   | conseguir   |
| 현재 분사 | estudando | entendendo | conseguindo |

과거 분사는 일반적으로 -ar 동사는 -ado, -er와 -ir 동사는 -ido로 변화시켜 만들 수 있다. 과거 분사는 현재 분사와 달리 형용사와 동일한 방식으로 변화하는데, 시제 또는 연결 동사 (estar, ser, ter 등) 뒤에 왔을 경우 주어의 성과 수에 따라 변화하며, 명사를 수식할 경우 그 명사의 성과 수에 따라 변화한다. 이외에 동사 ser와 같이 과거 분사의 형태가 성과 수에 상관없이 하나만 존재하는 경우도 있다.
|         | -ar 형    | -ar 형    | -er 형     | -er 형     | -ir 형      | -ir 형      |
| ------- | --------- | --------- | ---------- | ---------- | ----------- | ----------- |
| 동사    | estudar   | estudar   | entender   | entender   | conseguir   | conseguir   |
| 성과 수 | 남성      | 여성      | 남성       | 여성       | 남성        | 여성        |
| 단수    | estudado  | estudada  | entendido  | entendida  | conseguido  | conseguida  |
| 복수    | estudados | estudadas | entendidos | entendidas | conseguidos | conseguidas |

### 직설법
포르투갈어의 직설법은 현재, 과거, 미래, 불완전과거, 대과거 시제 다섯 가지가 쓰인다.

### 가정법
포르투갈어의 가정법은 가정법 과거, 가정법 현재, 가정법 미래 세 가지가 쓰이며 공통적으로 각각 과거, 현재, 미래의 불확실한 상황을 표현할 때 사용된다.

### 명령형
포르투갈어는 명령문을 만들 때 명령형 동사를 사용하는데, 구체적으로 명령형 변화와 명령형 부정 변화가 있다.

## 형용사
포르투갈어의 형용사는 형용사가 수식하는 명사의 성과 수에 따라 변형한다. ser/estar + 형용사와 같이 주어의 명사를 꾸미거나 보어로 쓰이는 경우에도 해당 형용사가 꾸미는 명사에 따라 변화한다. 많은 형용사는 -o를 기본형으로 갖는다. 이 경우 -o는 성과 수에 따라 -o, -os, -a, -as로 변화한다. -o로 끝나지 않는 형용사는 단수와 복수로만 변화가 결정되는데, 구체적인 예시는 아래 표와 같다. 형용사 bom은 특별히 4가지 변화를 모두 가진다.
| 형용사 변화                | 남성   | 남성    | 여성   | 여성    |
| 형용사 변화                | 단수   | 복수    | 단수   | 복수    |
| -------------------------- | ------ | ------- | ------ | ------- |
| grosso (-o로 끝나는 경우)  | grosso | grossos | grossa | grossas |
| geral (-l로 끝나는 경우)   | geral  | gerais  | geral  | gerais  |
| comum (-m으로 끝나는 경우) | comum  | comuns  | comum  | comuns  |
| bom                        | bom    | bons    | boa    | boas    |

## 부사
포르투갈어의 부사는 통상적인 부사와 쓰임새가 같다. 
여성 단수 형용사 단어에 접미사 -mente를 붙여 부사를 만들 수 있다.
- claro 깨끗한, 명확한 (남성 단수) → clara (여성 단수) → claramente 물론,

- natural 자연의 (남성&여성 단수) → naturalmente 자연적으로

강세 부호가 있는 형용사를 부사로 만드는 경우, 그 강세는 유지되지 않는 특징이 있다. 그러나 과거 철자법 개정 이전에는 본 강세 자리에 억음 부호(`)를 표기하기도 했으며, 트레마 또한 유지되었다. 
| 형용사                    | 현재           | 철자법 개정 이전 |
| ------------------------- | -------------- | ---------------- |
| rápido                    | rapidamente    | ràpidamente      |
| ótimo                     | otimamente     | òtimamente       |
| tranqüilo (現: tranquilo) | tranquilamente | tranqüilamente   |

## 전치사
포르투갈어의 전치사는 대표적으로 de, em, para, a, por 다섯 가지 전치사가 있으며 관사 혹은 특정 대명사와 결합하는 성질을 갖고 있다.
|      | de    | em    | para   | a | por |
| ---- | ----- | ----- | ------ | - | --- |
| um   | dum   | num   | prum   |   |     |
| uns  | duns  | nuns  | pruns  |   |     |
| uma  | duma  | numa  | pruma  |   |     |
| umas | dumas | numas | prumas |   |     |

|    | de  | em  | para | a   | por   |
| -- | --- | --- | ---- | --- | ----- |
| o  | do  | no  | pro  | ao  | pelo  |
| os | dos | nos | pros | aos | pelos |
| a  | da  | na  | pra  | à   | pela  |
| as | das | nas | pras | as  | pelas |

|      | de    | em    | para   | a | por |
| ---- | ----- | ----- | ------ | - | --- |
| ele  | dele  | nele  | prele  |   |     |
| eles | deles | neles | preles |   |     |
| ela  | dela  | nela  | prela  |   |     |
| elas | delas | nelas | prelas |   |     |

## 주해
1. 1 2 3  흔히 쓰이지 않는다.
2. ↑  à는 전치사 a와 관사 a가 결합했다는 문법적인 의미로만 쓰이며, 발음의 변화가 일어나지 않는다.

## 같이 보기
- 포르투갈어 철자법 개정
- 포르투갈어와 스페인어의 비교